# Lopo Homem

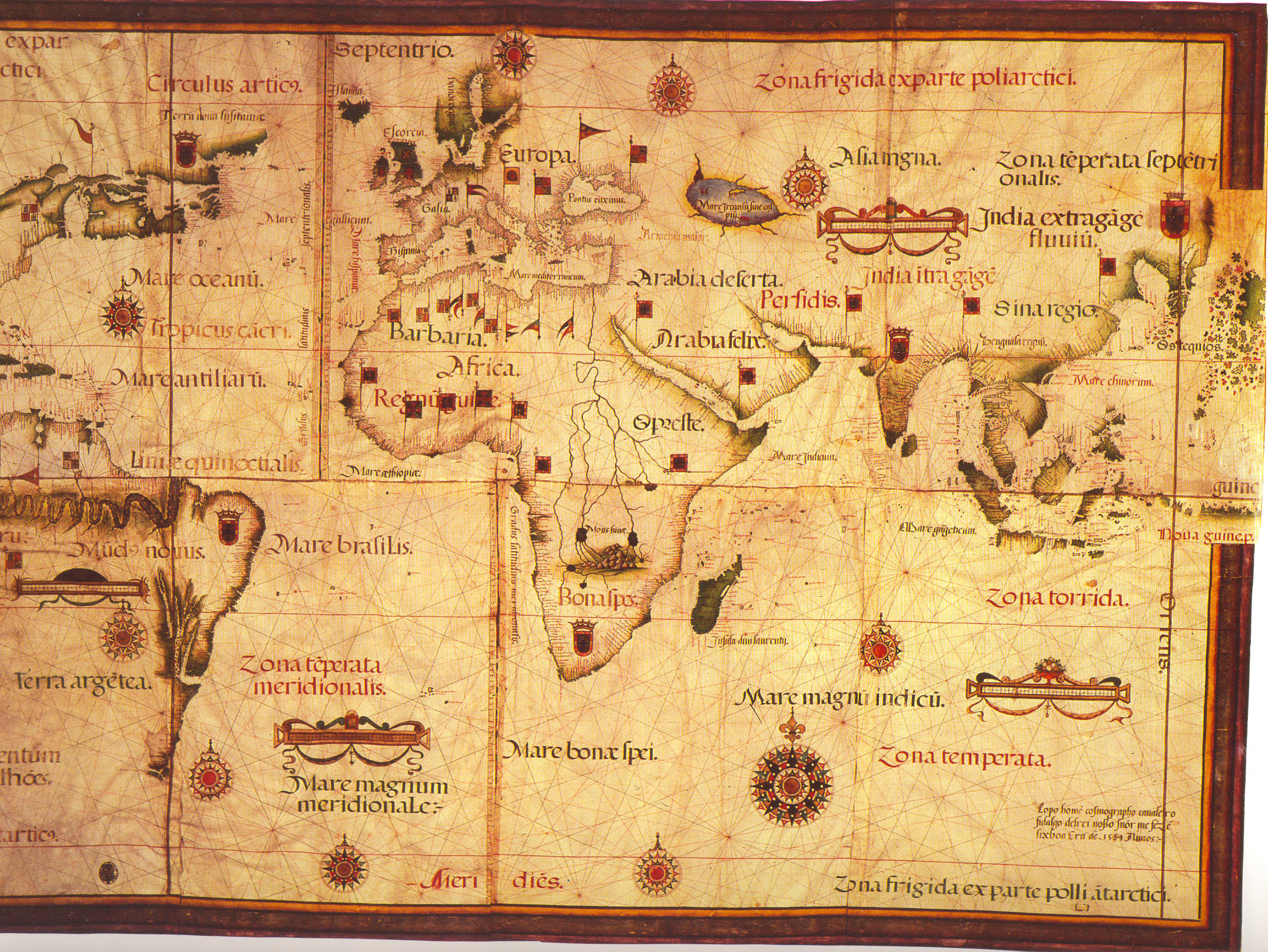
1554 Lopo Homem, carte du monde

Lopo Homem (XVIe siècle) était un cartographe et cosmographe portugais.

## Biographie

"Terra Brasilis", Miller Atlas, 1519, Bibliothèque nationale de France.

En 1517, le roi Manuel Ier de Portugal remit à Lopo Homem une charte lui assurant le privilège de certifier et corriger tous les compas des navires. Cette charte fut renouvelée en 1524 par Jean III de Portugal. À chaque fois qu'une autre personne effectuait une de ces tâches, elle devait payer vingt cruzados au cartographe. Deux ans plus tard, Lopo Homem participa avec Pedro Reinel et son fils Jorge Reinel à la réalisation de l'atlas connu sous le nom d'atlas Lopo Homem-Reinés ou atlas Miller. Considérés comme les meilleurs cartographes de leur temps, L'empereur Charles Quint les voulait à son service. 
En 1524, il participa du côté portugais à la conférence de Badajoz-Elvas entre l'Espagne et le Portugal au sujet des Moluques. Une lettre écrite par Lopo Homem faisant allusion aux disputes de la commission sur les revendications des deux rois à leurs droits d'exploration existe encore à  Torre do Tombo. En 1531, Lopo Homem fut récompensé d'une pension à vie de 20 000 reais, augmentée de 5 000 en 1532. Il est le père de Diego Homem, également cartographe.

## Œuvre

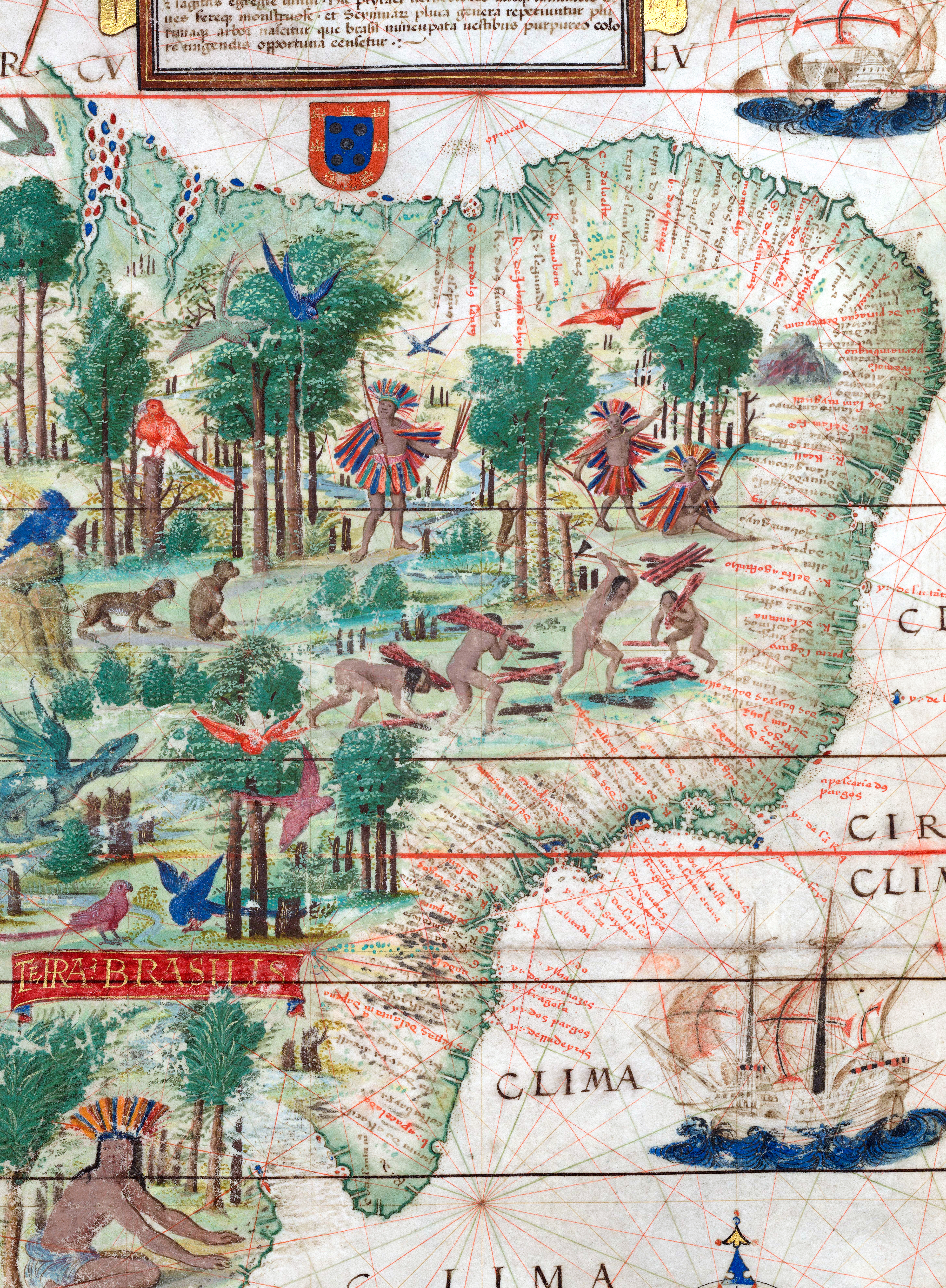
"Terra Brasilis", Miller Atlas, 1519, Bibliothèque nationale de France

Sa plus ancienne réalisation connue est une carte du monde découverte en 1930 à Londres. Une autre de ses cartes du monde, datée de 1554, est conservée à Florence et la librairie nationale de Lisbonne possède une de ses cartes marines (conservée avant 1910 au Palácio das Necessidades, ayant appartenu à Charles Ier de Portugal). La Cartographie et cartographes portugais des quinzième et seizième siècles de Armando Cortesão contient une large section dévolue à Lopo Homem.
- 1519 : carte du monde : Entourée par les quatre vents avec relativement peu de toponymes (en latin) : en Afrique ne sont identifiés que la Libye, l'Éthiopie et la Guinée ; l'Amérique est nommée "Mundus Novus Brazil" et rattachée au continent asiatique par un continent imaginaire nommé Mondus Novus.

- 1519 :  Terra Brasilis : partie de l'atlas Miller attribuée à Lopo Homem, actuellement à la Bibliothèque nationale de France à Paris. Carte manuscrite sur parchemin, elle porte 146 toponymes en latin montrant la côte du Brésil de Maranhão à Rio da Prata. Les riches miniatures représentent des indigènes, certains s'adonnant à l'exploitation du bois-brésil. Des blasons, au nord (Guyana) et au sud (Argentine), indiquent les territoires de chacune des couronnes.

- 1554 : Carte conservée à Florence.

- Carte marine, Bibliothèque nationale du Portugal.